# Año Internacional para la Erradicación del Trabajo Infantil
"La Asamblea General de las Naciones Unidas ha instado a la comunidad internacional a emprender actividades para erradicar el trabajo forzoso y el trabajo infantil, y declaró 2021 como el Año para la Eliminación del Trabajo Infantil".

## Año Internacional para la Erradicación del Trabajo Infantil 2021
En julio de 2019, "la Asamblea General de la ONU declaró 2021 como el Año Internacional para la Erradicación del Trabajo Infantil, bajo el liderazgo de la Organización Internacional del Trabajo. El objetivo es fomentar actividades para erradicar el trabajo forzoso y el trabajo infantil y de esta manera poner fin al trabajo infantil en todas sus formas antes de 2025".

2021 es el Año Internacional
de la Erradicación del Trabajo Infantil
Respaldada por una resolución adoptada por unanimidad en laAsamblea General de las Naciones Unidas, la OrganizaciónInternacional del Trabajo está liderando el camino.
¡Es hora de pasar de los compromisos a la acción!
Según estimaciones de la OIT:
- Entre 2000 y 2016, hubo una disminución del 38% en el trabajo infantil a nivel mundial
- Casi 100 millones de niños han sido retirados del trabajo infantil en los últimos 20 años.
- Sin embargo, 152 millones de niños en todo el mundo todavía se encuentran en situación de trabajo infantil.
- El problema se concentra en la agricultura, los servicios y las industrias.

Organización de las Naciones Unidas